# Cibotium barometz
Cibotium barometz, Cibota, es una especie de helecho perteneciente a la familia Dicksoniaceae. C. barometz es nativa de China y de la parte oeste de la Península de Malaca.

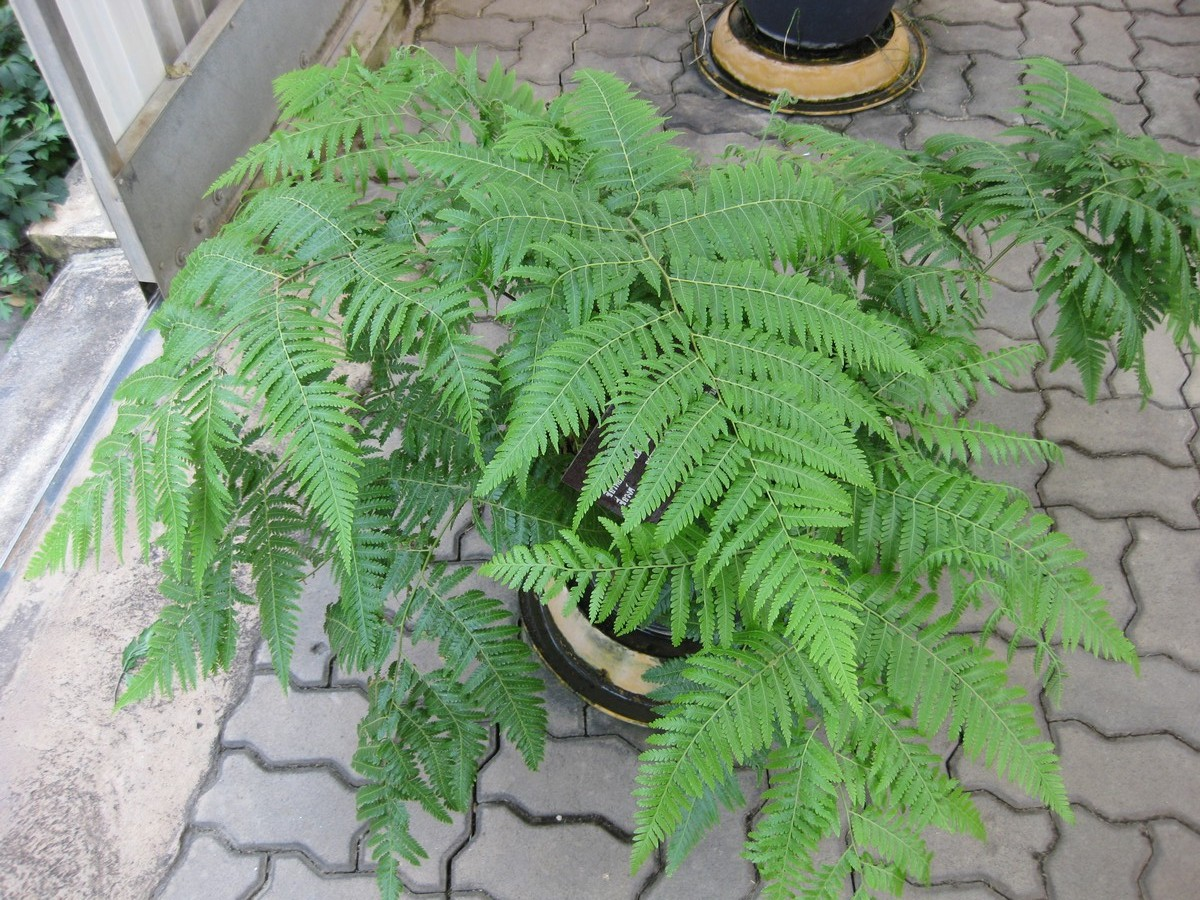
Vista de la planta

## Descripción
La planta sólo crece hasta una altura de 1 m  cuando está erecta, pero a menudo se encuentra postrada, forma colonias de plantas en las laderas de los bosques abiertos y en áreas alteradas.  Las hojas tienen hasta 3 metros de largo. Los soros son marginales en las pínnulas.

## Propiedades
La especie es una hierba popular como medicamento de uso común.  Aunque está ampliamente distribuida, la planta ha sido ampliamente recogida en el sudeste de Asia, causando la disminución en el tamaño de la población y el número de individuos.  Se cree que fue el Cordero vegetal de Tartaria durante la Edad Media.
La especie es uno del pequeño número de especies de árboles de helecho que Carl von Linneo incluyó inicialmente en la familia Polypodiaceae de los helechos en su Species Plantarum
Indicaciones: es usado como hemostático. Se usa la raíz.

## Taxonomía
Cibotium barometz fue descrita por (L.) J.Sm. y publicado en London Journal of Botany 1: 437, en el año 1842.
Sinonimia
- Aspidium barometz (L.) Willd.
- Dicksonia barometz (L.) Link
- Nephrodium baromez (L.) Sweet
- Polypodium barometz L.[4]